# Consulat général du Japon à Strasbourg
Le consulat général du Japon à Strasbourg est une représentation consulaire du Japon en France. Il est situé place des Halles, à Strasbourg, en Alsace.